# Dystasia javanica
Dystasia javanica là một loài bọ cánh cứng trong họ Cerambycidae.